# Valmontasca
Valmontasca (Valmüntõsca in piemontese) è una frazione del comune di Vigliano d'Asti divenuta famosa nel 1959 dopo il ritrovamento di un fossile di Balenottera pliocenica di circa 6 milioni di anni